# Anepomias splendidus
Anepomias splendidus là một loài tò vò trong họ Ichneumonidae.